# The Remixes (Shakira)
The Remixes is een verzamelalbum van de Colombiaanse popster Shakira en werd uitgebracht in 1997. Het bestaat uit verlengde versies en remixen van bestaande singles. De heruitgave uit 2002 bevat ook enkele Portugese tracks.

## Lijst van nummers (oorspronkelijke uitgave)
1. "Shakira DJ Memêgamix" (Ochoa, Shakira) - 6:20
2. "Estoy Aquí (Extended Remix)" (Ochoa, Shakira) - 9:30
3. "Estou Aqui (Português)" (Ochoa, Shakira) - 3:52
4. "Dónde Estás Corazón (Dance Remix)" (Ochoa, Shakira) - 8:08
5. "Un Poco de Amor (Extended Dancehall 12")" (Ochoa, Shakira) - 5:47
6. "Um Pouco de Amor (Português)" (Ochoa, Shakira) - 3:54
7. "Pies Descalzos, Sueños Blancos (Memê's Super Club Mix)" (Ochoa, Shakira) - 7:24
8. "Pés Descalços (Português)" (Ochoa, Shakira) - 3:24
9. "Estoy Aquí (Timbalero Dub)" (Ochoa, Shakira) - 6:06
10. "Dónde Estás Corazón? (Dub-A-Pella Mix)" (Ochoa, Shakira) - 6:39
11. "Un Poco De Amor (Memê's Jazz Experience)" (Ochoa, Shakira) - 4:41
12. "Pies Descalzos, Sueños Blancos (The Timbalero Dub 97)" (Ochoa, Shakira) - 6:38

## Lijst van nummers (Verenigd Koninkrijk/Australië)
1. "Shakira DJ Memêgamix" (Ochoa, Shakira) - 6:20
2. "Estoy Aquí (Extended Remix)" (Ochoa, Shakira) - 9:30
3. "Dónde Estás Corazón (Dance Remix)" (Ochoa, Shakira) - 8:08
4. "Un Poco de Amor (Extended Dancehall 12")" (Ochoa, Shakira) - 5:47
5. "Pies Descalzos, Sueños Blancos (Memê's Super Club Mix)" (Ochoa, Shakira) - 7:24
6. "Estoy Aquí (Timbalero Dub)" (Ochoa, Shakira) - 6:06
7. "Dónde Estás Corazón (Dub-A-Pella Mix)" (Ochoa, Shakira) - 6:39
8. "Un Poco De Amor (Memê's Jazz Experience)" (Ochoa, Shakira) - 4:41
9. "Pies Descalzos, Sueños Blancos (The Timbalero Dub 97)" (Ochoa, Shakira) - 6:38